# Pneophyllum myriocarpum
Pneophyllum myriocarpum (P.L. Crouan & H.M. Crouan) Y.M. Chamberlain, 1983 é o nome botânico de uma espécie de algas vermelhas pluricelulares do gênero Pneophyllum, família Corallinaceae, subfamília Mastophoroideae.
- São algas marinhas encontradas na Europa.

## Sinonímia
- Melobesia myriocarpa P.L. Crouan & H.M. Crouan, 1867
- Melobesia zonalis f. myriocarpa (P.L. Crouan & H.M. Crouan) Foslie, 1908
- Fosliella zonalis f. myriocarpa (P.L. Crouan & H.M. Crouan) Bressan, 1974
- Pneophyllum concollum Y.M. Chamberlain, 1983